# Dicraeosaurus
Dicraeosaurus is een geslacht van uitgestorven kleinere Sauropoda. Het behoort tot de Diplodocoidea en meer in het bijzonder tot de Dicraeosauridae. Het was een herbivoor die tijdens het Laat-Jura (Kimmeridgien) leefde in het gebied van het huidige Tanzania.

## Vondst en naamgeving
In 1909 en 1910 vond Werner Janensch samen met zijn assistent Isa Salim, tijdens de grote Duitse expedities naar de Tendaguru in het toenmalige Duits-Oost-Afrika, in negen groeven uitgebreide resten van middelgrote sauropoden. Het ging om materiaal van jongvolwassen en volwassen dieren.
De typesoort Dicraeosaurus hansemanni werd in 1914 door Janensch benoemd en beschreven. De geslachtsnaam is afgeleid van het Oudgrieks dikraios, 'tweehoofdig', een verwijzing naar de gevorkte doornuitsteeksels van de halswervels. De soortaanduiding eert de patholoog David Paul von Hansemann, een lid van de Tendagurucommissie.

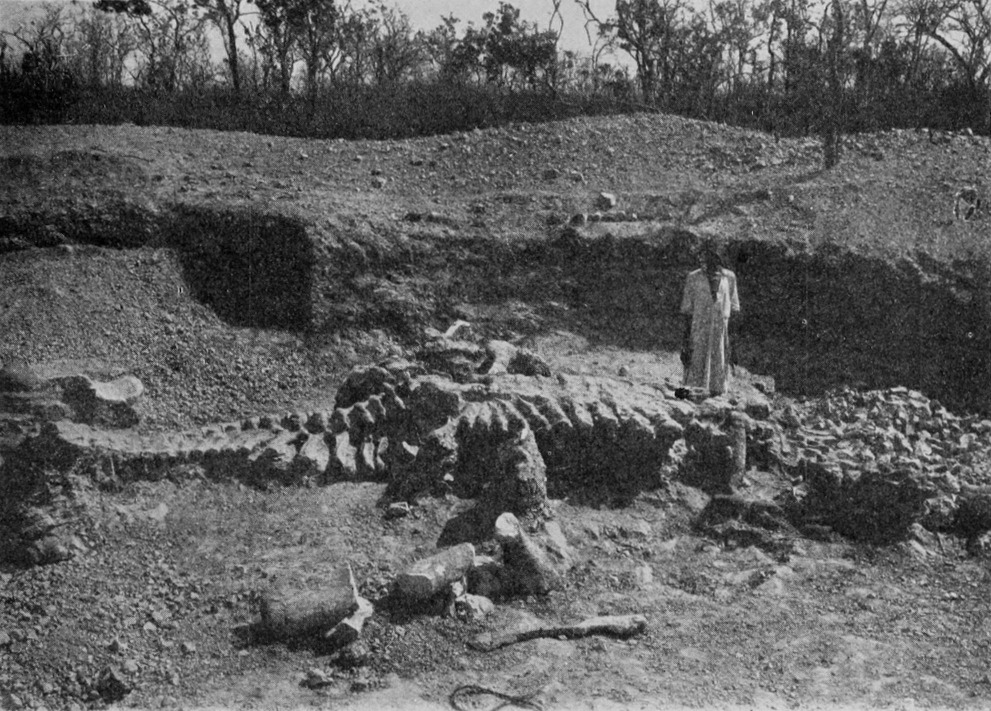
Skelett m in 1912

Het holotype Skelett m uit groeve m bij Kindope, was gevonden in een laag uit de Mittlere Dinosauriermergel van de Tendaguruformatie. Het bestaat uit een skelet zonder schedel. Het bewaart de wervelkolom van de eerste halswervel tot en met de negentiende staartwervel, een rechterbekkenhelft, een rechterdijbeen en een linkerachterpoot. Aan de soort werd toegewezen twee skeletten zonder schedel, gevonden in groeve dd, die vele wervels, een halve schoudergordel, een bekken en een achterpoot omvatten. Daarnaast werden in 1914 losse schedeldelen en tanden van minstens twee individuen toegewezen, alsmede gastrolieten. In 1929 en 1961 wees Janensch grote aantallen wervels en botten van ledematen toe die door een legerkapitein waren gevonden bij Mtwara.
Tegelijk met de typesoort benoemde Janensch in 1914 een tweede soort: Dicraeosaurus sattleri. De soortaanduiding eert ingenieur Bernhard Wilhelm Sattler die in 1906 de oorspronkelijke ontdekkingen in het gebied had gedaan. Het holotype hiervan is Skelett M, in 1909 gevonden ten zuiden van Tendaguru in de jongere Obere Dinosauriermergel, bestaande uit een gedeeltelijk skelet zonder schedel. Het omvat de achterste rug, het heiligbeen en de voorste staart alsmede een bekken en ribben. Aan de soort werden in 1914 vele losse wervels en ribben toegewezen. In 1961 volgde de toewijzing van elementen uit de schoudergordel, het bekken en voorste en achterste ledematen.
In Berlijn werden de botten geprepareerd. Gustav Borchert, Ewald Siegert en Hans Schober stelden in 1930/1931 een skelet op door de resten van Skelett m, Skelett dd en verder botten uit groeve dd, groeve A en groeve Q11 samen te voegen. Ontbrekende elementen werden aangevuld met gipsen replice waaronder de hele schedel, de nekribben, de linkerschoudergordel, het linkerbekken en de rechterachterpoot. De botten werden bevestigd op een metalen armatuur. Er bleek in de wervelkolom een onnatuurlijke draaiing te zitten, volgens de preparateurs een gevolg van vervorming tijdens het fossilisatieproces. Dat viel niet de corrigeren en daardoor kreeg de nek een ongewilde buiging naar beneden.
In 1999 hernoemde Leonardo Salgado de soort tot een Amargasaurus sattleri. Dit heeft geen navolging gevonden.
D. hansemanni is een meer graciele vorm, D. sattleri een meer robuuste. Baron Franz Nopcsa meende dat het om het mannetje en het wijfje van dezelfde soort ging maar die mogelijkheid verwierp Janensch.

## Beschrijving

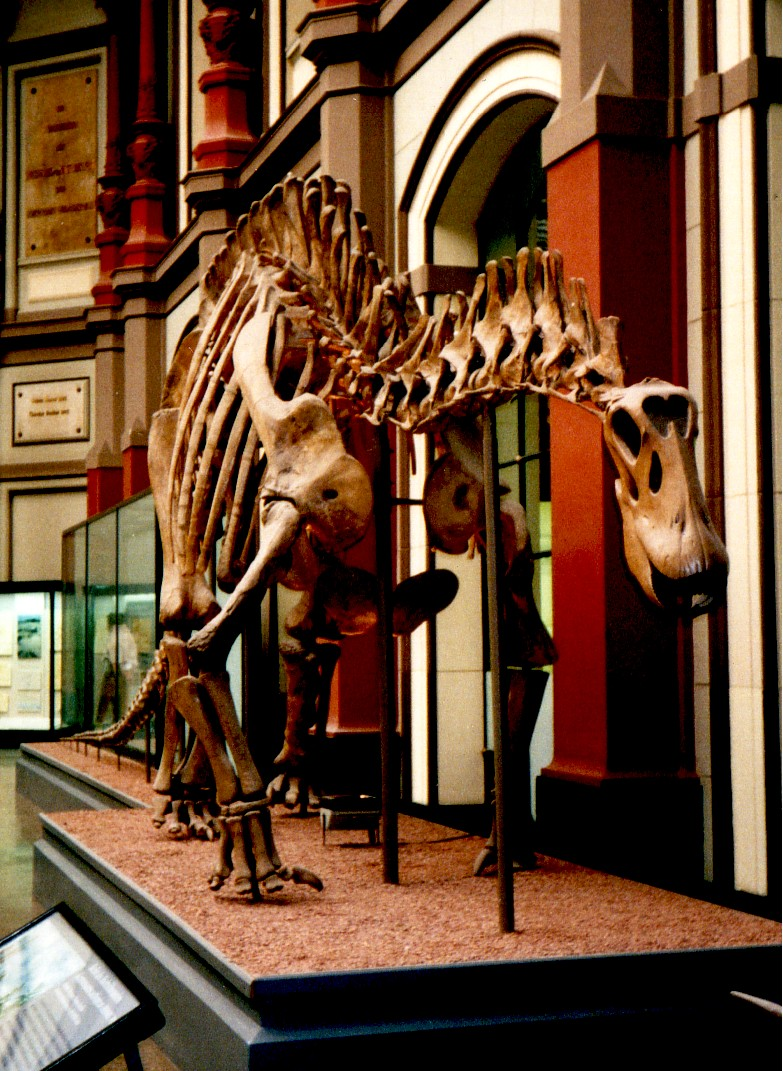
De skeletopstelling van Dicraeosaurus in Berlijn, een composiet van verschillende individuen

Het skelet in Berlijn heeft een lengte van 13,2 meter. De schattingen van het gewicht hebben sterk gevarieerd. Het skelet in Berlijn is vaak met dat van Brachiosaurus aan allerlei onderzoeksmethoden onderworpen. Béland kwam uit op een gewicht van 3,3 ton afgaande op de doorsnede van het dijbeen, een lasermeting door Gunga had 12,8 ton tot uitkomst, een schaalmodel van Christiansen bleek 5,4 ton op te leveren en een polynomiale berekening door Seebacher 4,4 ton. Gregory S. Paul schatte in 2010 de lichaamslengte op veertien meter, het gewicht op vijf ton. Gunga gaf nog een groot aantal schattingen voor andere afmetingen van het lichaam. Het skeletgewicht van het levende dier zou 1,7 ton hebben bedragen. Het zou een oppervlakte hebben gehad van 46,4 m² en een bloedvolume van 641 liter. Vermoedelijk zijn dit alle overschattingen als gevolg van een te grove meetmethode.
Een onderscheidend kenmerk is dat dat de doornuitsteeksels van de middelste en achterste halswervels schuin naar voren gericht zijn. De halswervels hebben ook een opvallende kiel op de voorste helft van hun onderkant.
Als typisch voor Dicraeosaurus wordt meestal aangenomen dat de beweeglijkheid van de nek in verticale richting zeer gering was. De vorm van de nekwervels en hun doornuitsteeksels maakt het haast onmogelijk het hoofd boven schouderhoogte te verheffen. Kent Stevens illustreerde in 2002 de wervelkolom in een 'neutrale' positie, de illustraties in Janensch (1929) van de wervels digitaal verschuivend, waarbij de kop zowat de grond in kromde. Dicraeosaurus at kennelijk dus lage begroeiing of richtte zich op op de achterpoten. De oriëntatie van de voorste wervelkolom wordt echter ook bepaald door de lengte van de voorpoten. Die zijn in het opgestelde skelet opvallend kort met maar vierenzestig procent van de lengte van de achterpoten, een van de laagste bekende waarden in de hele Sauropoda. Deze waarde wordt echter onbetrouwbaar door het feit dat de opstelling een composiet is: Skelett m bewaart op zich de voorpoot niet. Andreas Christian berekende in 2002 dat de drukverdeling tussen de halswervels optimaal was bij een schuin naar voren oplopende nek.
De doornuitsteeksels waren van boven gespleten — dikraios in het Klassiek Grieks.

## Fylogenie
Dicraeosaurus werd in 1914 door Janensch in de Sauropoda geplaatst. In 1929 benoemde hij er een aparte familie voor: de Dicraeosauridae.

## Levenswijze
Al de gebruikelijke interpretatie van de beweeglijkheid van de nek de juiste is, at Dicraeosaurus alleen maar lage planten.
Gunga probeerde een geïntegreerd beeld te geven van de fysiologie van het dier. De nek maakte maar zes procent van het lichaamsvolume uit en dat bevestigde het geringe belang van dit orgaan. Het gewicht zou voornamelijk op de stevige achterpoten gerust hebben die dan ook acht procent van het volume voor hun rekening namen. Er zou een longvolume geweest zijn van 974 liter en daarmee zou 814 liter zuurstof per uur mee kunnen zijn opgenomen met 4,6 teugen per minuut. Een hart van achtenveertig kilogram zou drieëntwintig slagen per minuut gemaakt hebben. Het dier zou 392.342 kilojoule per dag verbruikt hebben.